# Honoré Drubbel

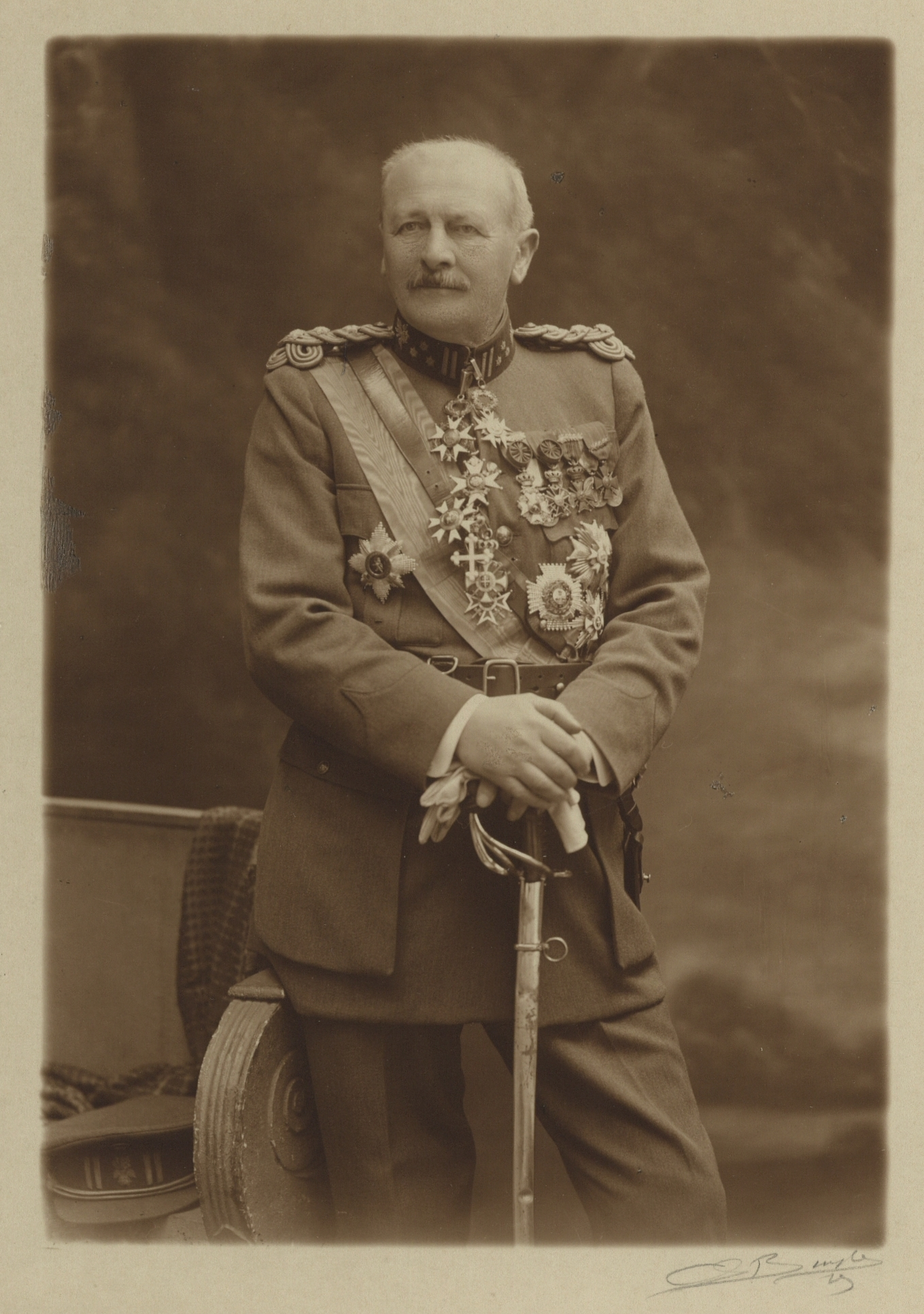
Baron Honoré Drubbel

Luitenant-generaal baron Honoré Drubbel (Oostakker, 2 december 1855 - aldaar, 15 november 1924) was een Belgisch militair en commandant tijdens de Eerste Wereldoorlog.

## Levensloop
Honoré Drubbel was de zoon van Jozef Drubbel, notaris en burgemeester van Oostakker. 
Bij het begin van de oorlog in 1914 was Drubbel generaal-majoor. Hij kreeg na de reorganisatie van de legertop in januari 1915 het bevel over de 2de Legerdivisie. Onder zijn bevel werd Antwerpen bevrijd in 1918. 
In 1921 werd hij door koning Albert I van België in het erfelijke adel verheven met titel van baron, overdraagbaar bij eerstgeboorte.
Hij was peter bij het vormsel van 16 juli 1923 in Oostakker en schonk zijn generaalshoed aan de kerk voor de suisse.
Op 30 oktober 1924 bezocht koning Albert I hem aan het ziekbed in zijn huis aan de Gentstraat 258 in Oostakker. Twee weken later is Honoré Drubbel daar overleden. Hij had geen nakomelingen.

## Onderscheidingen
- Grootlint in de Leopoldsorde (België)
- Grootofficier in de Kroonorde (België)
- Commandeur in de Orde van het Legioen van Eer (Frankrijk)
- Commandeur in de Orde van Oranje-Nassau (Nederland)
- Commandeur in de Orde van Sint-Mauritius en Sint-Lazarus (Italië)
- Commandeur in de Orde van het Bad (Verenigd Koninkrijk)
- Commandeur in de Orde van Sint-Michaël en Sint-Joris (Verenigd Koninkrijk)
- Grootofficier in de Orde van de Ster van Karageorge (Servië)
- Army Distinguished Service Medal (Verenigde Staten)
- Oorlogskruis (België) 1914-1918 met Palm
- Oorlogskruis (Frankrijk) met Palm
- Militair Kruis (België) 1ste Klasse
- IJzermedaille
- Oorlogsherinneringsmedaille 1914-1918 (België)
- Overwinningsmedaille (België)
- Acht frontstrepen
- Talrijke andere onderscheidingen

## Vernoemingen
Op 6 april 1935 werd de Sint-Joriskazerne van Antwerpen omgedoopt tot Generaal Drubbelkazerne, waar in 1936 ook een gedenkplaat met beeltenis van Honoré Drubbel werd onthuld met grote ceremonie.
De Generaal Drubbelstraat in Berchem werd naar hem vernoemd. Er is ook een Generaal Drubbelstraat in Oostakker, en een Tuinwijk Generaal Drubbel in Gent.

## Familie
Het geslacht Drubbel leverde hoofdonderwijzers en kerkbaljuws van Oostakker tijdens de 17de en 18de eeuw. Pieter Frans Drubbel en Jozef Drubbel, respectievelijk de grootvader en vader van Honoré Drubbel, waren beiden notaris en oud-burgemeester te Oostakker.
Zijn oudoom Jan Baptist Drubbel, burgemeester van Wondelgem, was de vader van volksvertegenwoordiger Louis Drubbel, op zijn beurt schoonvader van minister Victor Begerem (door zijn huwelijk met Caroline Drubbel, dochter van Louis en achternicht van Honoré).
Drubbels zus Maria Drubbel trouwde met de Gentse dokter Ivo Vercauteren. Hun nazaten kregen de achternaam van Vercauteren Drubbel en voeren het wapen dat werd toegekend aan Honoré Drubbel bij zijn adelsverheffing. Belgische diplomaat Patrick Vercauteren Drubbel is een telg daarvan.